# Попов, Сергей Алексеевич (футболист)
Сергей Алексеевич Попов (род. 25 сентября 1944) — советский футболист, защитник, полузащитник.
Начинал играть в команде «Спартак» Белгород в классе «Б» (D3) в 1964 году. С 1967 года — в команде класса «Б» (D2) «Судостроитель» Николаев. В 1969—1970 годах провёл 58 матчей, забил один гол в чемпионате СССР в составе донецкого «Шахтёра». В начале 1971 года перешёл в «Металлург» Жданов из второй лиги. Завершил карьеру в 1974 году в белгородском «Салюте».
Возможно, скончался в первой половине 1990-х.